# Max Sabersky
Maximilian Sabersky (* 28. Juli 1840 in Dessau; † 20. Dezember 1887 in Teltow) war ein deutscher Unternehmer.

## Leben
Nach seiner Ausbildung gründete Sabersky 1863 ein Getreide- und Stärkegeschäft unter der Firma Max Sabersky, das sich im Agrarhandel etablierte und im Deutsch-Französischen Krieg expandierte. 1872 wurde sein Bruder Albert Sabersky (1845–1907) Teilhaber.
Im Jahr 1872 erwarben die beiden Brüder von dem Berliner Kaufmann Herrmann Jacobson (1801–1892) verschiedene Grundstücke in Groß-Lichterfelde sowie in Teltow. Zu dem ca. 84 ha großen Gebiet in Teltow gehörte auch das Gut Seehof. Das bestehende Herrenhaus wurde von den neuen Besitzern in historistischem Stil umgebaut und erweitert. Der Villengarten Sabersky mit ca. 17.600 m² wurde vom Potsdamer Hofgärtner Theodor II. Nietner (1823–1894) völlig neu angelegt.
Von 1872 bis 1874 wurde das Gelände parzelliert und mit einem Wege- und Straßensystem durchzogen. Die Gegend entwickelte sich fortan zu einem bevorzugten Wohnort für Künstler, Wissenschaftler und Unternehmer aus dem Berliner Raum. Durch den Bau einer Promenade am Teltower See gewann der Ort zudem an Attraktivität. Kurz vor seinem Tod gründete Sabersky mit weiteren Teilhabern die Aktiengesellschaft Dampfstraßenbahn Groß-Lichterfelde-Seehof-Teltow, die die Finanzierung einer Straßenbahn zur Anbindung an den Raum Groß-Berlin sicherstellen sollte.
Sabersky war mit Margarethe geb. Landsberger (1854–1925) verheiratet. Aus dieser Ehe gingen die vier Kinder Else (1874–1905), Gertrud (1875–1954), Ernst Ulrich (1877–1950) und Fritz (1880–1952) hervor. 
Nach dem Tod von Max Sabersky führte sein Bruder Albert das Gut Seehof weiter. 1890 wurde ein Kurhaus eröffnet und Teltow wurde zum Kurort.
1901 wurde die Firma in Max Sabersky Bank/Getreidespedition geändert. 
Max und Albert Sabersky wurden auf der Familienwandgrabstätte auf dem jüdischen Friedhof in Berlin-Weißensee bestattet.
1933 wurden die Erben von Max und Albert Sabersky gezwungen, ihren Besitz an lokale NS-Parteigenossen zu verkaufen. Im August 1939 emigrierten alle Mitglieder der Erbengemeinschaft bis auf Ernst Sabersky – der Ingenieur, der in einer „Mischehe“ lebte, konnte in Berlin untertauchen und überlebte. 
Seit den 1990er Jahren fordern die Erben von Max Sabersky den ursprünglichen Besitz zurück. Gegen einen zwischen dem Bund und den Erben geschlossenen Vergleich klagt die Stadt Teltow seit 2006. Hierüber ist letztinstanzlich noch nicht endgültig entschieden. Inzwischen ist das Verfahren beim Bundesverfassungsgericht anhängig.